# Magnum (säsong 5)
Magnum säsong 5 är den femte säsongen av den amerikanska TV-serien Magnum från 1984/1985 med Tom Selleck, John Hillerman med flera.

## Index för säsong 5
Siffror inom parentes anger avsnittsnummer räknat från första säsongen.
- Avsnitt 1–2: Echoes of the Mind (85–86: Dubbelavsnitt - ca 1 tim & 35 min)
- Avsnitt 3: Mac's Back (87)
- Avsnitt 4: The Legacy of Garwood Huddle (88)
- Avsnitt 5: Under World (89)
- Avsnitt 6: Fragments (90)
- Avsnitt 7: Blind Justice (91)
- Avsnitt 8: Murder 101 (92)
- Avsnitt 9: Tran Quoc Jones (93)
- Avsnitt 10: Luther Gillis: File #001 (94)
- Avsnitt 11: Kiss of the Sabre (95)
- Avsnitt 12: Little Games (96)
- Avsnitt 13: Professor Jonathan Higgins (97)
- Avsnitt 14: Compulsion (98)
- Avsnitt 15–16: All for One (99-100: Dubbelavsnitt - ca 1 tim & 35 min)
- Avsnitt 17: The Love-for-Sale Boat (101)
- Avsnitt 18: Let Me Hear the Music (102)
- Avsnitt 19: Ms. Jones (103)
- Avsnitt 20: The Man from Marseilles (104)
- Avsnitt 21: Torah, Torah, Torah (105)
- Avsnitt 22: A Pretty Good Dancing Chicken (106)

### Fotnoter
1. ↑  ”Magnum, PI” (på engelska). TV.Com. Arkiverad från originalet den 11 juni 2016. https://web.archive.org/web/20160611044547/http://www.tv.com/shows/magnum-pi/. Läst 17 juni 2016.